# Isaac Cuenca
Joan Isaac Cuenca López (Reus, 27 april 1991) is een Spaans voetballer die bij voorkeur als aanvallende middenvelder speelt. Hij werd als veelbelovend talent verhuurd door FC Barcelona aan Ajax (2013), maar tot meer dan 3 wedstrijden kwam het niet voor de Spanjaard. Cuenca besloot op 20 april 2021 een pauze in zijn carrière in te lasten, om na te denken over het eventuele vervolg van zijn profcarrière.

## Clubcarrière

### FC Barcelona
Cuenca begon met voetballen bij Unió Barrio Juroca, waarna hij van 2001 tot 2003 in de jeugd van RCD Espanyol speelde. Hij werd vervolgens op elfjarige leeftijd opgenomen in de jeugdopleiding van FC Barcelona. Na drie seizoenen vertrok hij naar CF Reus Deportiu, waar de middenvelder drie jaar speelde. Na een periode bij CF Damm, keerde Cuenca in 2009 terug in de jeugd van FC Barcelona. Hij speelde hier deze keer in de Juvenil A, het hoogste jeugdteam van de club.
FC Barcelona verhuurde in het seizoen 2010/11 aan CE Sabadell, op dat moment actief in de Segunda División B. Hij speelde hierin 32 wedstrijden en wist daarin vier keer het net te vinden. Hiermee droeg hij bij aan promotie van de club naar de Segunda División A.
Cuenca speelde in het seizoen 2011/12 voor FC Barcelona B. Hij debuteerde op 4 september 2011 in het team, tegen FC Cartagena. Hij scoorde die wedstrijd bovendien. Cuenca speelde op 19 oktober tegen FC Viktoria Plzeň zijn eerste wedstrijd in de UEFA Champions League, namens het eerste elftal van FC Barcelona. Hij verving in de slotminuten David Villa. Zijn competitiedebuut in de hoofdmacht volgde op 25 oktober 2011, tegen Granada CF, enkele dagen gevolgd door zijn eerste goal, tegen RCD Mallorca. In 2012 won hij met FC Barcelona de Copa del Rey.

### Verhuur aan AFC Ajax
Barcelona verhuurde Cuenca op 31 januari 2013, de laatste dag van de winterse transferperiode, voor vijf maanden aan AFC Ajax. Hij ging bij Ajax in de Eredivisie en KNVB beker spelen met rugnummer 11. Tijdens wedstrijden in de Europa League droeg hij rugnummer 28. Cuenca debuteerde op 10 februari in de eerste thuiswedstrijd na de winterstop als basisspeler voor Ajax, tegen Roda JC (1-1) Hij gaf tijdens zijn debuut een assist op Daley Blind die daaruit de gelijkmaker scoorde. Na 61 minuten werd Cuenca gewisseld.

### Terugkeer bij FC Barcelona (2)
Na afloop van het seizoen 2012/13 keerde Cuenca terug naar FC Barcelona, maar had daar geen toekomst meer in de plannen van trainer Gerardo Martino. Ook toen na het seizoen 2013/2014 Luis Enrique Martino opvolgde veranderde er niks aan Cuenca's situatie.  Op 10 juli 2014 werd bekendgemaakt dat Cuenca zijn tot medio 2015 lopende contract had laten ontbinden.

### Deportivo La Coruña
Nadat Cuenca zijn contract liet ontbinden, volgde diezelfde dag het bericht dat hij een eenjarig contract had getekend bij Deportivo La Coruña. Op 24 augustus 2014 maakte hij zijn officiële debuut voor de club in de Primera División. Die dag werd een wedstrijd uit bij Granada CF met 2-1 verloren. Cuenca verving in de 67e minuut Toché. Cuenca scoorde op 31 augustus 2014 zijn eerste officiële doelpunt voor Deportivo. In een competitiewedstrijd tegen Rayo Vallecano benutte Cuenca in de 95e minuut een strafschop, het duel in 2-2 eindigde.

### Bursaspor
Cuenca tekende in augustus 2015 een contract tot medio 2018 bij Bursaspor, de nummer zes van de Süper Lig in het voorgaande seizoen. De samenwerking tussen Cuenca en Bursaspor werd na een half jaar al beëindigd. Op de laatste dag van de wintertransfers maakte hij transfervrij de overstap naar de Spaanse club Granada. Bij de club in zijn vaderland tekende hij een contract voor anderhalf seizoen. Een aanbieding uit Rusland van Kuban Krasnodar liet hij links liggen.
Hij verruilde Granada in juli 2017 voor Hapoel Beër Sjeva.

## Clubstatistieken
| Seizoen         | Club                |                    | Competitie         | Competitie | Competitie | Beker | Beker | Internationaal | Internationaal | Overig | Overig | Totaal | Totaal |
| Seizoen         | Club                | Wed.               | Competitie         | Dlp.       | Wed.       | Dlp.  | Wed.  | Dlp.           | Wed.           | Dlp.   | Wed.   | Dlp.   |        |
| --------------- | ------------------- | ------------------ | ------------------ | ---------- | ---------- | ----- | ----- | -------------- | -------------- | ------ | ------ | ------ | ------ |
| 2010/11         | → CE Sabadell       | Vlag van Spanje    | Segunda División B | 32         | 4          | —     | —     | —              | —              | —      | —      | 32     | 4      |
| Club totaal     | Club totaal         | Club totaal        | Club totaal        | 32         | 4          | 0     | 0     | 0              | 0              | 0      | 0      | 32     | 4      |
| 2011/12         | FC Barcelona B      | Vlag van Spanje    | Segunda División A | 6          | 2          | —     | —     | —              | —              | —      | —      | 6      | 2      |
| Club totaal     | Club totaal         | Club totaal        | Club totaal        | 6          | 2          | 0     | 0     | 0              | 0              | 0      | 0      | 6      | 2      |
| 2011/12         | FC Barcelona        | Vlag van Spanje    | Primera División   | 16         | 2          | 6     | 2     | 7              | 0              | 1      | 0      | 30     | 4      |
| 2012/13         | FC Barcelona        | Vlag van Spanje    | Primera División   | 0          | 0          | 0     | 0     | 0              | 0              | 0      | 0      | 0      | 0      |
| Club totaal     | Club totaal         | Club totaal        | Club totaal        | 16         | 2          | 6     | 2     | 7              | 0              | 1      | 0      | 30     | 4      |
| 2012/13         | → AFC Ajax          | Vlag van Nederland | Eredivisie         | 3          | 0          | 0     | 0     | 2              | 0              | 0      | 0      | 5      | 0      |
| Club totaal     | Club totaal         | Club totaal        | Club totaal        | 3          | 0          | 0     | 0     | 2              | 0              | 0      | 0      | 5      | 0      |
| 2013/14         | FC Barcelona        | Vlag van Spanje    | Primera División   | 0          | 0          | 0     | 0     | 0              | 0              | 0      | 0      | 0      | 0      |
| Club totaal1    | Club totaal1        | Club totaal1       | Club totaal1       | 16         | 2          | 6     | 2     | 7              | 0              | 1      | 0      | 30     | 4      |
| 2014/15         | Deportivo La Coruña | Vlag van Spanje    | Primera División   | 27         | 2          | 2     | 0     | —              | —              | —      | —      | 29     | 2      |
| Club totaal     | Club totaal         | Club totaal        | Club totaal        | 27         | 2          | 2     | 0     | 0              | 0              | 0      | 0      | 29     | 2      |
| 2015/16         | Bursaspor           | Vlag van Turkije   | Süper Lig          | 12         | 1          | 7     | 0     | —              | —              | —      | —      | 19     | 1      |
| Club totaal     | Club totaal         | Club totaal        | Club totaal        | 12         | 1          | 7     | 0     | 0              | 0              | 0      | 0      | 19     | 1      |
| 2015/16         | Granada             | Vlag van Spanje    | Primera División   | 12         | 2          | 0     | 0     | —              | —              | —      | —      | 12     | 2      |
| 2016/17         | Granada             | Vlag van Spanje    | Primera División   | 25         | 2          | 1     | 0     | —              | —              | —      | —      | 26     | 2      |
| Club totaal     | Club totaal         | Club totaal        | Club totaal        | 37         | 4          | 1     | 0     | 0              | 0              | 0      | 0      | 38     | 4      |
| 2017/18         | Hapoel Beer Sheva   | Vlag van Israël    | Ligat ha'Al        | 10         | 2          | 2     | 0     | 6              | 1              | —      | —      | 18     | 3      |
| Club totaal     | Club totaal         | Club totaal        | Club totaal        | 10         | 2          | 2     | 0     | 6              | 1              | 0      | 0      | 18     | 3      |
| 2019            | Sagan Tosu          | Vlag van Japan     | J1 League          | 29         | 6          | 3     | 0     | 0              | 0              | —      | —      | 32     | 6      |
| Club totaal     | Club totaal         | Club totaal        | Club totaal        | 29         | 6          | 3     | 0     | 0              | 0              | 0      | 0      | 32     | 6      |
| 2020            | Vegalta Sendai      | Vlag van Japan     | J1 League          | 15         | 0          | 0     | 0     | 0              | 0              | 0      | 0      | 15     | 0      |
| Club totaal     | Club totaal         | Club totaal        | Club totaal        | 15         | 0          | 0     | 0     | 0              | 0              | 0      | 0      | 15     | 0      |
| Carrière totaal | Carrière totaal     | Carrière totaal    | Carrière totaal    | 186        | 25         | 21    | 2     | 15             | 1              | 1      | 0      | 223    | 27     |

1 N.B. Dit betreft een clubtotaal, dus een totaal van beide periodes bij FC Barcelona.
Bijgewerkt t/m 9 juli 2021.

## Erelijst
Met  FC Barcelona
| Nationaal              |    |      |
| Spaanse beker          | 1x | 2012 |
| Mondiaal               |    |      |
| Wereldbeker voor clubs | 1x | 2011 |

Met  Ajax
| Nationaal  |    |      |
| Eredivisie | 1x | 2013 |

Met  Hapoel Beër Sjeva
| Nationaal   |    |         |
| Ligat Ha'Al | 1x | 2017/18 |